# Tanjung Agung (Sindang Beliti Ulu)
Tanjung Agung is een bestuurslaag in het regentschap Rejang Lebong van de provincie Bengkulu, Indonesië. Tanjung Agung telt 956 inwoners (volkstelling 2010).